# Familia Santos
La familia Santos, o simplemente Los Santos, son una influyente familia colombiana con una destacada presencia en la política, el periodismo y la historia del país desde el siglo XVIII. Originaria del departamento de Santander pero establecida en Bogotá, ha desempeñado un papel clave en la vida pública del país, sobresaliendo en la política, los negocios, los medios de comunicación y la lucha por la independencia.
Dos de sus miembros han servido a Colombia como presidentes de la república, Eduardo y Juan Manuel, y otros como periodistas. La heroína de la Independencia Antonia Santos hace parte de sus antepasados.

## Historia
Los Santos tienen sus raíces en el puerto de Cádiz, España, desde donde emigraron a América. En Colombia, su linaje se remonta a Ysidoro Manuel Santos y Francisca Meneses, quienes se establecieron en el valle de Pinchote (Santander) a inicios del siglo XVIII. Durante este período, la familia contribuyó al desarrollo económico y social de la región, participando en actividades agrícolas y comerciales, como la producción de caña de azúcar, aguardiente y textiles.
A finales del siglo XVIII y principios del XIX, los Santos estuvieron involucrados en los movimientos Independentistas contra el dominio español. José Joaquín Santos Plata y José Matías Santos Plata, descendientes directos de la familia, desempeñaron roles llamativos en la independencia, especialmente la rebelión Comunera y la conformación del Estado Provincial del Socorro.
Uno de los nombres más emblemáticos en la lucha independentista fue Antonia Santos, quien organizó guerrillas contra las tropas españolas y fue ejecutada en 1819.
Con la elección de Juan Manuel Santos como presidente en 2010, la familia Santos se sumó a la lista de dinastías políticas en Colombia que han contado con más de un presidente entre sus miembros. Santos es sobrino nieto de Eduardo Santos Montejo, presidente entre 1938 y 1942, y primo hermano del exvicepresidente Francisco Santos Calderón (2002-2010). Los Santos han estado históricamente ligados al Partido Liberal.
El cura revolucionario Camilo Torres Restrepo era pariente lejano de los Santos por parte de su abuela, de apellido Restrepo. Torres ofició el bautizo de Francisco Santos Calderón, hijo de Hernando Santos Castillo (exdirector de El Tiempo) y Helena Calderón, y tuvo como monaguillo a Juan Manuel Santos cuando celebró el matrimonio de Marsha Wilkie Calderón con Édgar Gutiérrez, quien luego sería Ministro de Hacienda.
Pese a su origen en una familia acomodada y su formación en Europa, Torres se radicalizó debido a sus convicciones de justicia social, abandonando el sacerdocio y uniéndose a la guerrilla del ELN en 1965, donde murió en combate en 1966.

### El Tiempo

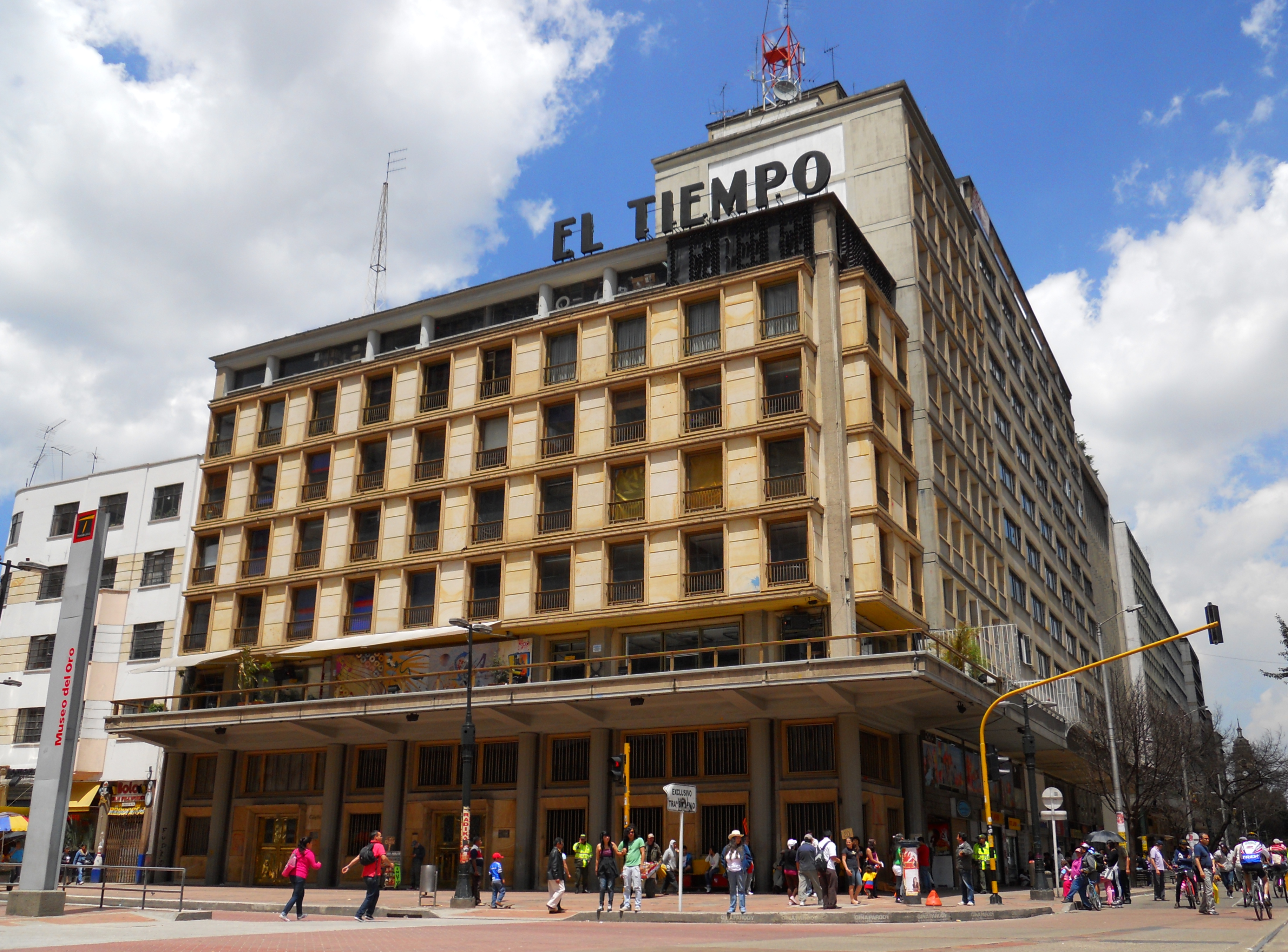
Edificio El Tiempo, en Bogotá

La familia Santos ha mantenido una influencia duradera en el periodismo y la política.Convirtió El Tiempo en un pilar del periodismo y la política colombiana. Eduardo Santos Montejo, quien adquirió el periódico en 1913, lo usó para promover ideales liberales y para la consolidación de la familia como una fuerza determinante en el país. Su legado fue continuado por sus descendientes, como Hernando y Juan Manuel Santos, consolidando al diario como un actor clave en la agenda nacional. A lo largo del siglo XX, El Tiempo no solo informó, sino que también influyó en el rumbo político del país, reflejando el estrecho vínculo de la familia con el poder.

### Miembros
| Imagen | Nombre y fechas                        | Información relevante | Familia y descendencia |
| ------ | -------------------------------------- | --- | --- |
|        | Juan de los Santos o Juan Santos II    | Tronco común de la familia nacido en España. | Nacido en Cádiz, era hijo de otro Juan Santos. Se casó con su conterránea Antonia García, padre de Isidoro Santos García. |
|        | Isidoro Manuel Santos García (n. 1654) | Primer Santos nacido en América y patriarca de la familia. | Casado con Francisca Meneses, mujer de El Socorro, Santander, en Colombia, y padre de Pedro Santos. El matrimonio se asentó en Santander, región asociada históricamente con la familia.                                                                                           |
|        | Pedro Santos Meneses (f. 1737)         | Primer Santos nacido en El Socorro | Padre de José María Eduardo y María Antonia Santos Plata. |
|        | María Antonia Santos Plata(1782-1819)  | Hacendada colombiana, prócer de la independencia de Colombia, murió fusilada en 1819 en El Socorro, Santander | De su hermano José María y su sobrino Francisco Santos desciende la rama principal de la familia. |
|        | Francisco Santos Galvis(1848-1900)     | Periodista, abogado y político colombiano. | Hijo de José María Santos Plata quien fundó el pueblo Coromoro en homenaje a su hermana Antonia, donde nació Francisco. Casado con Leopoldina Montejo (tía bisabuela de Consuelo Salgar) con quien tuvo a sus cinco hijos, Hernando, Eduardo, Guillermo, Gustavo y Enrique Santos. |
|        | Hernando Santos Montejo(1883-1921)     | Periodista, escritor y educador colombiano. | |
|        | Enrique Santos Montejo(1886-1971)      | Periodista, conocido como "Calibán", autor de la columna Danza de las Horas en el diario El Tiempo. | Casado con Noemí Castillo, padre de Enrique y Hernando Santos, cabezas de la rama más influyente de la familia. |
|        | Eduardo Santos Montejo(1888-1974)      | Abogado, político, periodista colombiano. Propietario y director del diario El Tiempo y presidente de Colombia entre 1938 y 1942. Fue director del Partido Liberal. | Casado con Lorenza Villegas Restrepo, quien era hermana de Alfonso Villegas. Padre de Clara Santos Villegas, quien murió prematuramente. No dejó descendencia. |
|        | Guillermo Santos Montejo (1892-1967)   | Periodista colombiano. Durante un año administró el periódico El Tiempo | |
|        | Gustavo Santos Montejo(1894-1961)      | Periodista y político colombiano. Fue alcalde de Bogotá en 1938, y Director Nacional de Bellas Artes. Fue parte del proceso de creación de la Radiodifusora Nacional de Colombia que comenzó sus emisiones en 1940.                                                               | |
|        | Enrique Santos Castillo(1917-2001)     | Periodista colombiano, jefe de redacción y editor general de El Tiempo entre 1942 y 2001. | Padre de Enrique, Juan Manuel y Luis Felipe Santos, y casado con Clemencia Calderón Nieto, bisnieta de Clímaco Calderón Reyes. |
|        | Hernando Santos Castillo(1922-1999)    | Periodista colombiano, director de El Tiempo entre 1981 y 1999. | Padre de Francisco, Adriana, Juanita, Rafael y Guillermo Santos, y casado con Elena Calderón Nieto, hermana de su cuñada Clemencia. |
|        | Enrique Santos Molano (1942-2024)      | Periodista, escritor e historiador colombiano. | |
|        | Enrique Santos Calderón(n. 1945)       | Periodista y escritor colombiano, y codirector de El Tiempo entre 1999 y 2009. | Casado con María Teresa Rubino Santuccio, padre de Alejandro Santos Rubino. |
|        | Luis Fernando Santos Calderón(n. 1948) | Periodista y empresario colombiano. Gerente de El Tiempo entre 1972 y 1997. Presidente de la Casa Editorial El Tiempo entre 1997 y 2007. | |
|        | Juan Manuel Santos Calderón(n. 1951)   | Periodista, economista y político colombiano. Tres veces ministro y presidente de Colombia entre 2010 y 2018. Galardonado con el Premio Nobel de la Paz en 2016. Como Ministro de Defensa se le acusa como el autor intelectual del fenómeno de los Falsos positivos en Colombia. | Casado con María Clemencia Rodríguez, padre de Martín, María Antonia y Esteban Santos Rodríguez. |
|        | Rafael Santos Calderón(n. 1954)        | Periodista y educador colombiano, codirector de El Tiempo entre 1999 y 2009. Ex rector de la Universidad Central. | Es padre de Lina María Santos Merchán, Santiago Santos Merchán, Andrés Santos Merchán y Diego Santos Caballero(periodista y exesposo de Vanessa de la Torre). |
|        | Adriana Santos Calderón (?)            | Periodista colombiana. Exdirectora de DataTiempo de la Casa Editorial El Tiempo. | Esposa del actual presidente de Televisa Estudios y fundador de W studios, Patricio Wills. |
|        | Juanita Santos Calderón                | Periodista colombiana. Exdirectora del departamento Multi-Revistas de la Casa Editorial El Tiempo. | Esposa del exdirector de El Tiempo, Roberto Pombo Holguín. Estuvo casada con Andrés Scabí Ricci. |
|        | Francisco Santos Calderón(n. 1961)     | Periodista, diplomático y político colombiano, vicepresidente de Colombia entre 2002 y 2010. Embajador de Colombia ante los Estados Unidos. | Casado con María Victoria García, padre de Gabriel, Benjamín, Pedro y Carmen Santos García |
|        | Alejandro Santos Rubino(n. 1971)       | Periodista colombiano, exdirector de la revista Semana. | |
|        | Gabriel Santos García(n. 1990)         | Abogado y político colombiano. Excongresista por el Centro Democrático. | |